# Zeche Henriettenglück
Die Zeche Henriettenglück in Essen-Rüttenscheid ist ein ehemaliges Steinkohlenbergwerk. Die Zeche war auch unter den Namen Zeche Henrietten Glück und Zeche Henriettenglücker Erbstollen bekannt. Obwohl die Zeche Henriettenglück bereits im Jahr 1799 in Betrieb war, wird über die Zeche nur wenig berichtet.

## Bergwerksgeschichte
Im Jahr 1800 war das Bergwerk in Betrieb, im Jahr 1802 werden 25 Ringel Steinkohle pro Tag gefördert. In den Jahren 1804 und 1805 war das Bergwerk weiterhin in Betrieb. In diesen Jahren waren zwei Schächte in der Honigmannschen Karte eingetragen. Im Jahr 1805 war das Bergwerk noch in Betrieb und im darauffolgenden Jahr mussten von den Bergwerksbesitzern Zubußen gezahlt werden. Nach dem Jahr 1806 wird die Zeche nicht mehr in den Unterlagen erwähnt. Am 3. April des Jahres 1831 konsolidierte die Zeche Henriettenglück mit mehreren weiteren Zechen zur Zeche Ludwig.